# Ждрело (млавско)
Ждрело је тврђава која се налази 13km југоисточно од Петровца на Млави над реком Млавом код истоименог села. У историји је познато као упориште бугарских великаша Дрмана и Куделина који су из њега крајем XIII века узнемиравали околне државе, превасходно краљевину Мађарску и Драгутинову (краљ Србије 1276—1282, краљ Срема 1282—1316) Сремску краљевину. Владислав IV Арпад (1272—1290) је покушао да их сузбије 1285. године, али су његове трупе претрпеле пораз у Горњачкој клисури. Непосредно после тога је и Драгутин покушао да их уништи, али је претрпео тежак пораз, после чега су они прешли у офанзиву. Њихово деловање је уништено тек здруженом акцијом Милутина (1282—1321) и Драгутина током које је ослобођено Ждрело и цело Браничево, а Дрман и Куделин су протерани са тог простора. Данас су од некадашње тврђаве опстали само темељи, док је све остало зарушено.